# GAM-67导弹
GAM-67十字弓是诺斯罗普公司的Ventura分部（位於文图拉县，今Radioplane Company，靶機、UAV）开发的喷气反辐射导弹。

## 开发
1940年代后期，无线电飞机公司（VENTURA的前身）发展了一系列的称为无线电飞机Q-1的靶机，它们用脉冲引擎或小型涡喷引擎，它们 没能量产，但是被考虑开发成为无线电诱饵机、侦察无人机和雷达反制机过。它们最终发展成了，RP-54D / XB-67 / XGAM-67 Crossbow反雷达导弹。最后十字弓导弹1956年试验。